# NGC 1335
NGC 1335 ist eine elliptische Galaxie vom Hubble-Typ E/S0 im Sternbild Perseus am Nordsternhimmel. Sie ist schätzungsweise 248 Millionen Lichtjahre von der Milchstraße entfernt und hat einen Durchmesser von etwa 80.000 Lj.
Im selben Himmelsareal befindet sich u. a. die Galaxie NGC 1334.
Das Objekt am wurde am 14. Dezember 1881 von Édouard Stephan entdeckt.